# 崎山克治
崎山 克治（さきやま かつじ、1862年8月1日（文久2年7月6日）- 1943年（昭和18年）9月9日）は、明治から昭和前期の政治家。衆議院議員（1期）。

## 経歴
豊前国田川郡、のちの福岡県田川郡大任村（現大任町）出身。漢学を修めた。農業を営み、田川郡書記、戸長、安真木村、大任村各村長、田川郡会議員、同参事会員などを務めた。1890年（明治23年）福岡県会議員に選出され、3期12年在任。同常置委員も務めた。筑豊鉄道会社常議員、小倉鉄道、筑豊電気軌道各(株)監査役となる。福岡県農会評議員も長年務めた。
1920年（大正9年）の第14回衆議院議員総選挙において福岡16区から立憲政友会公認で立候補して当選する。衆議院議員を1期務めた。1924年（大正13年）の第15回総選挙に立候補したが落選した。1943年死去。